# Гавана
Гава́на (исп. La Habana [aβana] — Абана, полностью San Cristóbal de La Habana) — столица и крупнейший город Республики Куба, политический, экономический и культурный центр страны, одна из 16 её провинций. Площадь большой Гаваны составляет 728,25 км², город поделён на 15 муниципалитетов.

## Этимология
В 1514 году испанцы основали на острове город, названный в честь Христофора Колумба Сан-Кристобаль («Святой Христофор»). Через несколько лет город перенесли в новое место и стали называть сначала Сан-Кристобаль-де-Гавана, а затем просто Авана (La Habana). Ойконим «Гавана» считают образованным от «саванна» (исп. sabana) — «высокотравная степь», поскольку жители восточных горных районов острова называли саванной его западную равнинную часть, где находится город.
Существуют и другие гипотезы о происхождении топонима «Гавана». Наиболее распространённым является предположение, что он происходит от имени вождя (касика) индейцев племени таино Хабагуанекса.

## История
Гавану основали испанские поселенцы 16 сентября 1519 года. До завоевания острова испанцами на этом месте жили индейцы (в частности, сибонеи и таино), однако жестокий гнёт поработителей, болезни и голод привели к почти полному уничтожению коренного населения. Недостаток рабочей силы в городе испанские завоеватели восполняли неграми-рабами, которые уже в начале XVII века были значительной частью населения Гаваны.
В 1563 году Гавана стала административным центром испанской колонии острова Куба, получившей к тому времени статус генерал-капитанства. С конца XVI века он был главным форпостом Испании на Антильских островах и перевалочной базой для отправки в Испанию награбленного в Америке золота.
В 1728 году в городе был основан Гаванский университет.
В 1762 году город захватили войска британской армии. По условиям Парижского мира, Великобритания возвратила Испании Гавану в обмен на Флориду.
В 1860-е годы начала работу табачная фабрика «Партагас».
В 1889 и в 1892 годах в Гаване состоялись матчи на первенство мира между В. Стейницем и М. И. Чигориным (см. Матч за звание чемпиона мира по шахматам 1889 и Матч за звание чемпиона мира по шахматам 1892).
К концу XIX века Гавана стала центром освободительного движения против власти испанских колонизаторов, а в феврале 1895 года в городе вспыхнула революция, а затем народно-освободительная война, охватившая всю страну.
В сентябре 1895 года в Гаване была провозглашена независимость Кубы от Испании. В 1898 году испанское правительство признало самостоятельность Кубы, однако оставило за собой право назначать генерал-губернатора. В том же году в конфликт между Испанией и кубинскими республиканцами вмешались США, объявившие войну Испании. В 1898, в пору военных действий между Испанией и США, в Гавану вторглись американские войска, заняв город и блокировав прибрежные районы острова.
19 мая 1900 года среди американских солдат разразилась тяжёлая эпидемия жёлтой лихорадки. Назначенные американским командованием Вальтер Рид и Джеймс Кэрролл с помощью добровольцев из рядов Североамериканской армии шаг за шагом опровергли преобладавшее тогда представление, что инфекция передаётся через заражённый воздух, воду, одежду, постельное белье и всякими другими подобными путями, а Джеймс Кэрролл ценой своей жизни доказал, что единственным способом заражения жёлтой лихорадкой является укус комара Aedes aegypti, поэтому когда возглавляемый Вильямом Кроуфордом Горгасом отряд методично уничтожил все очаги размножения комаров, через девяносто дней в Гаване не было ни одного случая жёлтой лихорадки — впервые за двести лет.
В 1901 году здесь была открыта библиотека имени Хосе Марти. Американский оккупационный режим продолжался в Гаване до 20 мая 1902 года.
После того, как Куба получила независимость, на её территории была введена республиканская форма правления, Гавану объявили столицей вновь образованной Республики Кубы.
В 1921 году в Гаване состоялся ещё один шахматный матч на первенство мира — между Х. Р. Капабланкой и Эм. Ласкером (см. Матч за звание чемпиона мира по шахматам 1921).
В итоге долгих военных действий и государственных переворотов экономика Гаваны пришла в упадок; положение улучшилось с приходом к президентской власти (1925 г.) кубинского генерала Мачадо. Автомобильная дорога соединила столицу с другими городами острова. Кроме того, начали развиваться её связи с зарубежными государствами. Тем не менее политика Мачадо привела к массовой забастовке в Гаване (1933 г.), остановившая хозяйственную жизнь города. Ряд военных переворотов, происходивших с 1930 по 1959 год и ставших итогом напряжённой политической обстановки в стране, нарушил и экономику в столице, являющейся как торговым, так и промышленным центром Кубы.
В 1946 году был построен стадион «Эстадио Латиноамерикано».
После победы Кубинской революции 1959 года в Гаване развернулось строительство. В апреле 1959 года началось строительство нового жилого района Гавана-дель-Эсте.
В 1961 г. был создан металлургический комбинат им. Хосе Марти и открыт институт онкологии и радиобиологии, в 1962 году — открыта Академия наук. В 1964 году был открыт авторемонтный завод.
В 1960-е годы, при участии специалистов Польской Народной Республики, в Гаване была спроектирована, построена и оснащена судостроительная верфь «Касабланка» (на которой строили буксиры, понтоны, баржи и торговые суда водоизмещением до 1 000 тонн).
Подъём экономики города наблюдался с 1970-х гг. Был налажен экспорт местной продукции из морского порта Гавана, а также ввоз различных товаров из других стран (основным партнёром Кубы на внешнем рынке был СССР). При содействии СССР в столице строились промышленные предприятия, жилые дома, школы, прокладывались дороги.
В районе Нуэво-Ведадо был открыт Гаванский завод по производству автобусных кузовов, освоивший производство автобусов (сначала «Хирон-4» на шасси ГАЗ-53, затем Giron V и Giron VI на шасси ПАЗ-672ВЮ).
В 1976 году здесь открыт политехнический институт. 
В 1978 году в Гаване прошёл XI Всемирный фестиваль молодёжи и студентов.
В 1981 году открыт медицинский институт, а в 1986 году — НИИ генной инженерии и биотехнологии.

## Физико-географическая характеристика
Гавана находится на северо-западе острова Куба, на берегу Мексиканского залива. Город раскинулся в живописном месте вблизи бухт Гавана и Сан-Лисаро.
Естественная растительность представлена различными видами пальм, пассифлорой, цитрусовыми, сандаловым деревом и др.
Прибрежные воды Гаваны богаты рыбой. Всего здесь свыше 700 видов рыб и моллюсков. В городе и его окрестностях много различных насекомых, в том числе и опасных для человека, например песчаная блоха и малярийный комар.
На востоке Гаваны находится курортная зона Санта-Мария, включающая в себя небольшие курортные городки, в частности Тарара и Гуанабо.

### Климат
По классификации Алисова климат Гаваны характеризуется как тропический и формируется под влиянием тропических муссонов. Из-за влияния Карибского моря сезон дождей и сухой сезон в городе различимы слабо. Город также подвержен тропическим циклонам. В январе средняя температура воздуха составляет +25 °С, в июле около +29 °С. Сухой сезон длится с ноября по апрель, а с мая по октябрь выпадают обильные дожди. Среднегодовая норма дождей составляет примерно 1.500 мм.
Средняя продолжительность солнечного сияния за год составляет 2.831,4 часа.
| Показатель                                      | Янв. | Фев. | Март | Апр. | Май  | Июнь | Июль | Авг. | Сен. | Окт. | Нояб. | Дек. | Год  |
| ----------------------------------------------- | ---- | ---- | ---- | ---- | ---- | ---- | ---- | ---- | ---- | ---- | ----- | ---- | ---- |
| Абсолютный максимум, °C                         | 34,3 | 33,9 | 36,1 | 36,5 | 36,1 | 37,2 | 36,1 | 35,1 | 38,0 | 36,0 | 36,0  | 32,2 | 38,0 |
| Средний суточный максимум, °C                   | 26,1 | 26,7 | 27,9 | 29,7 | 31,0 | 31,6 | 32,2 | 32,0 | 31,3 | 29,9 | 27,9  | 26,7 | 29,4 |
| Средняя температура, °C                         | 21,1 | 21,6 | 22,7 | 24,2 | 25,9 | 26,8 | 27,0 | 27,0 | 26,5 | 25,4 | 23,5  | 22,0 | 24,5 |
| Средний суточный минимум, °C                    | 16,6 | 16,9 | 17,9 | 19,1 | 21,4 | 22,8 | 22,9 | 23,2 | 22,9 | 21,8 | 19,5  | 17,8 | 20,2 |
| Абсолютный минимум, °C                          | 3,7  | 4,0  | 5,1  | 9,5  | 12,6 | 16,0 | 17,7 | 17,2 | 17,0 | 11,0 | 7,2   | 4,6  | 3,7  |
| Норма осадков, мм                               | 64   | 69   | 46   | 54   | 98   | 182  | 106  | 100  | 144  | 181  | 88    | 58   | 1190 |
| Температура воды, °C                            | 24   | 25   | 26   | 26   | 27   | 27   | 28   | 29   | 28   | 27   | 25    | 24   | 26   |
| Источник: Погода и Климат, Туристический портал |      |      |      |      |      |      |      |      |      |      |       |      |      |

## Население, язык, вероисповедание
Гавану населяет 2 135 498 человек (2010 г.). Доля столицы в общей численности населения Кубы — 21 %. Около семи из десяти жителей столицы являются потомками испанских переселенцев. Остальные имеют смешанное африкано-испанское или азиатское происхождение. Государственный язык — испанский. Более половины верующего населения Гаваны исповедуют католичество, часть жителей города придерживается синкретических верований, возникших на основе смешения христианства и ряда африканских языческих культов.
| 1970      | 1989      | 1993      | 2002      | 2005      | 2010      | 2012      | 2020      |
| --------- | --------- | --------- | --------- | --------- | --------- | --------- | --------- |
| 1 755 000 | 2 100 000 | 2 200 000 | 2 344 000 | 2 186 909 | 2 135 498 | 2 106 146 | 2 130 510 |

## Муниципалитеты
Город Гавана, имеющий статус провинции, подразделяется на 15 муниципалитетов.
| № на карте | Муниципалитет          | Население, чел. (2004) | Площадь, км² | Расположение                    | Примечания                          |
| ---------- | ---------------------- | ---------------------- | ------------ | ------------------------------- | ----------------------------------- |
| 1          | Плая                   | 186 959                | 36           | 23,09417° с. ш. 82,44889° з. д. |                                     |
| 2          | Пласа-де-ла-Революсьон | 161 631                | 12           | 23,12444° с. ш. 82,38611° з. д. | Местоположение правительства        |
| 3          | Сентро-Абана           | 158 151                | 4            | 23,13333° с. ш. 82,38333° з. д. |                                     |
| 4          | Ла-Абана-Вьеха         | 95 383                 | 5            | 23,13889° с. ш. 82,35556° з. д. | Входит во Всемирное наследие ЮНЕСКО |
| 5          | Регла                  | 44 431                 | 9            | 23,12556° с. ш. 82,31528° з. д. |                                     |
| 6          | Гавана-дель-Эсте       | 178 041                | 145          | 23,15694° с. ш. 82,29694° з. д. |                                     |
| 7          | Гуанабакоа             | 112 964                | 127          | 23,06111° с. ш. 82,28972° з. д. |                                     |
| 8          | Сан-Мигель-дель-Падрон | 159 273                | 26           | 23,09639° с. ш. 82,32667° з. д. |                                     |
| 9          | Диес-де-Октубре        | 227 293                | 12           | 23,08806° с. ш. 82,35972° з. д. |                                     |
| 10         | Серро                  | 132 351                | 10           | 23,11361° с. ш. 82,36333° з. д. |                                     |
| 11         | Марьянао               | 135 551                | 21           | 23,08417° с. ш. 82,42972° з. д. |                                     |
| 12         | Ла-Лиса                | 131 148                | 38           | 23,02472° с. ш. 82,46306° з. д. |                                     |
| 13         | Бойерос                | 188 593                | 134          | 23,00722° с. ш. 82,40167° з. д. |                                     |
| 14         | Арройо-Наранхо         | 210 053                | 83           | 23,04361° с. ш. 82,33278° з. д. |                                     |
| 15         | Которро                | 74 650                 | 66           | 23,02611° с. ш. 82,24750° з. д. |                                     |

## Культурное значение
Гавана является одной из самых красивых островных столиц мира. Старый центр города до сих пор сохраняет свой самобытный колониальный облик. Здесь имеется ряд старинных архитектурных памятников, представляющих немалую историческую ценность. В 1984 г. достопримечательности столицы были внесены в Список всемирного культурного наследия ЮНЕСКО. Среди них следует особо выделить крепость Ла-Реаль-Фуэрса (1583 г.), монастырь Санта-Клара (1644 г.), собор Непорочного Зачатия (1656 г.), городскую Ратушу (1792 г.), кафедральную площадь с собором, построенным в XVIII в.
В центре расположена площадь с мемориальным комплексом имени Хосе Марти. Один из главных архитектурных памятников — бульвар Прадо, дома построены в староиспанском стиле. Здесь находится здание Национального Капитолия, построенного в 1920-х гг. по образцу здания в Вашингтоне, а также Большой театр Гаваны.
В Гаване есть и несколько музеев:
- национальный,
- колониальный,
- музей антропологии,
- музей керамики, экспозиция которого находится в замке Кастильо-де-ла-Реаль-Фуэрса,
- дом-музей Хосе Марти,
- Наполеоновский музей (содержит обширную коллекцию экспонатов, относящихся к периоду 1789—1815 гг.),
- музей декоративного искусства,
- этнологический музей,
- Музей Революции,
- Дом-музей Эрнеста Хемингуэя

Наиболее известен Национальный музей, в котором хранятся коллекции произведений искусства прошлых веков (в том числе и периода Античности) и современности. Особенно примечательно собрание живописных полотен кубинских художников XVIII—XX вв.
Примечательны также:
- музей борьбы с неграмотностью,
- музей города Гаваны,
- исторический музей Гуанабокоа, где собраны экспонаты афро-кубинских традиционных ритуалов.

Заметной городской доминантой является комплекс зданий посольства СССР (сегодня РФ). Комплекс выполнен в стиле советского модернизма (архитекторы — А. Рочегов, М. Энгельке, В. Песецкий.).
В последние годы проводились работы по реставрации архитектурных памятников города. Целью реставраторов являлось восстановление первоначального облика старинных произведений зодчества и скульптуры. Огромное культурное значение для столицы имела реставрация сооружений на Старой площади Гаваны.
Ведущим высшим учебным заведением города является Гаванский университет. С 1962 г. в Гаване работает Академия наук Кубы, научно-исследовательские работы финансируются государством.
Танец хабанера происходит от названия города. Гавана знаменита на весь мир своими шумными и многолюдными праздниками, фестивалями и ярмарками, в феврале в городе проходят красочный карнавал и Международный фестиваль Джаза. В декабре в столице проходит ежегодный Фестиваль латиноамериканского кино, а 1 января Гавана отмечает национальный праздник — День Революции, который сопровождается праздничными мероприятиями, выступлениями музыкантов и танцоров.
Город имеет два аэропорта:
- Международный аэропорт Хосе Марти — главные воздушные «ворота» Кубы,
- Аэропорт Плая Баракоа — используется только для внутренних рейсов.

## Города-побратимы
- Афины, Греция
- Белу-Оризонти, Бразилия
- Веракрус, Мексика
- Глазго, Великобритания
- Киев, Украина
- Исфахан, Иран
- Каракас, Венесуэла
- Кадис, Испания
- Констанца, Румыния
- Куско, Перу
- Мадрид, Испания
- Мехико, Мексика
- Минск, Белоруссия (2005)
- Мобил, США
- Монреаль, Канада
- Москва, Россия
- Санкт-Петербург, Россия (2000)
- Рио-де-Жанейро, Бразилия
- Роттердам, Нидерланды
- Сальвадор, Бразилия
- Синтра, Португалия
- Сан-Паулу, Бразилия
- Стамбул, Турция
- Тегеран, Иран
- Толедо, Испания
- Хихон, Испания
- Пекин, Китай (4 сентября 2005)
- Измир, Турция (1995)[19]
- Улан-Батор, Монголия